# Rhinanthus helenae
Rhinanthus helenae är en snyltrotsväxtart som beskrevs av Chab. och Renato Pampanini. Rhinanthus helenae ingår i släktet skallror, och familjen snyltrotsväxter. Inga underarter finns listade i Catalogue of Life.